# Powaska Bystrzyca
Powaska Bystrzyca (słow. Považská Bystrica, węg. Vágbeszterce, niem. Waagbistritz) – miasto powiatowe w zachodniej Słowacji, w kraju trenczyńskim.

## Położenie
Leży ok. 25 km na południowy zachód od Żyliny. Położone jest w wąskiej w tym miejscu dolinie Wagu, w miejscu, w którym uchodzi do niego lewobrzeżny dopływ Domanižanka.

## Historia
Szereg znalezisk archeologicznych z okolic miasta pozwala twierdzić, że obecność ludzi na tym terenie trwała ciągle od epoki eneolitu aż po czasy słowiańskiego osadnictwa z VIII-IX w. Pierwsze pisemne wzmianki o miejscowości pochodzą z 1316 i 1330 roku. Prawa miejskie uzyskała Powaska Bystrzyca w 1398 r. od króla Węgier Zygmunta Luksemburskiego, a kolejne przywileje otrzymała w roku 1434 od tego samego władcy. Funkcjonowała jako lokalny ośrodek handlu i rzemiosła. Przez cały czas jednak na rozwoju miasta odbijała się jego znaczna zależność od właścicieli pobliskiego Zamku Powaskiego.
W okresie komunizmu całe historyczne centrum zostało niepotrzebnie zniszczone i zastąpione „nowoczesnym” blokowiskiem. Dlatego też, pomimo długiej historii, jedynymi zabytkami w centrum miasta, które przetrwały okres niszczenia historycznej zabudowy, są barokowy kościół i pojedyncze kamienice.
Zabytkowy charakter ma dzielnica Považské Podhradie, gdzie znajdują się ruiny Powaskiego Zamku (Považský hrad).
Dominantą miasta jest wznoszący się nad nim od strony północno-wschodniej wapienny szczyt Veľký Manín.
W mieście jest stacja kolejowa Považská Bystrica.

## Sport
- HK 95 Považská Bystrica – klub hokejowy

## Współpraca międzynarodowa
Rožnov pod Radhoštěm
 Zubří
 Bačka Palanka
 Holešov
 Sowieck
 Taurogi
 Bełchatów
 Dźorcze Petrowźródło: